# Día Internacional de la Cooperación Policial
El Día Internacional de la Cooperación Policial es una jornada internacional que se celebra el 7 de septiembre desde 2023 establecida en 2022 por la Asamblea General de las Naciones Unidas.

## Proclamación
El Día Internacional de la Cooperación Policial fue designado por la Asamblea General de las Naciones Unidas durante su septuagésimo séptimo período de sesiones el 16 de diciembre de 2022. Tiene como objetivo reconocer la labor esencial de la comunidad policial mundial en la seguridad global y resaltar la necesidad de reforzar la cooperación internacional en la prevención y combate de la delincuencia transnacional y el terrorismo.

## Celebración
Este día se celebra el 7 de septiembre, día en el que se fundó la INTERPOL en 1923 como la Comisión Internacional de Policía Criminal. La primera celebración de este día tuvo lugar en 2023 e incluyó eventos y campañas de sensibilización organizados por la ONU, INTERPOL y UNESCO. Estas actividades subrayaron la importancia de la cooperación internacional, la participación inclusiva de mujeres en la labor policial, la protección del patrimonio cultural y la prevención del tráfico ilícito de bienes culturales, además de proteger el patrimonio en caso de conflicto armado, y la seguridad de periodistas.
La UNESCO ha aprovechado esta fecha para destacar sus esfuerzos conjuntos en la capacitación de agentes encargados de hacer cumplir la ley sobre los estándares internacionales en materia de libertad de expresión. Desde 2013, más de 11 500 miembros de las fuerzas de seguridad han recibido esta formación en materia de libertad de expresión que abarca aspectos teóricos y prácticos para respetar los derechos humanos y la seguridad de los periodistas.

## Temas
- 2023: La mujer en la labor policial[3][5]